# Mona Dahle
Mona Dahle, född den 24 augusti 1970 i Trondheim, Norge, är en norsk handbollsspelare.
Hon tog OS-silver i damernas turnering i samband med de olympiska handbollstävlingarna 1992 i Barcelona.